# Roberto Dell'Acqua
Roberto Dell'Acqua, né à Rome le 16 avril 1946, décédé dans la même ville le 16 septembre 2019, est un acteur et cascadeur italien.

## Biographie
Roberto Dell'Acqua est le frère d'Arnaldo, Ottaviano et d'Alberto Dell'Acqua, il a joué dans plus de cinquante films, dont Shanghaï Joe (Il mio nome è Shangai Joe, 1973),  Keoma (1976) et L'Enfer des zombies (Zombi 2, 1979). Il a été la doublure de Roberto Benigni dans La vie est belle (1997),.

## Filmographie partielle

### Comme acteur
- 1967 : Coup de maître au service de sa majesté britannique (Colpo maestro al servizio di Sua Maestà britannica), de Michele Lupo (sous le pseudo de Robert Stevenson)[3]
- 1969 : La Colline des bottes (La collina degli stivali), de Giuseppe Colizzi : Hans, acrobate[4]
- 1970 : Bonnes funérailles, amis, Sartana paiera (Buon funerale amigos!... paga Sartana), de Giuliano Carnimeo : Frank Piggott
- 1970 : Ciak Mull (Ciakmull - L'uomo della vendetta), d'Enzo Barboni : bagarreur au saloon[5]
- 1970 : On l'appelle Trinita (Lo chiamavano Trinità...), d'Enzo Barboni : un mormon[6]
- 1971 : Sabata règle ses comptes (Quel maledetto giorno della resa dei conti), de Sergio Garrone :  Daniel (sous le pseudo de Leo Widmark)
- 1971  On continue à l'appeler Trinita ('...continuavano a chiamarlo Trinità), d'Enzo Barboni : un tueur[7]
- 1973 : L'Enfer des héros (Eroi all'inferno), de Joe D'Amato :     Stein (non crédité)[8]
- 1973 : Un flic hors-la-loi (Piedone lo sbirro), de Steno : copain de Jho[9]
- 1973 : Les Contes de Viterbury (I racconti di Viterbury - Le più allegre storie del '300), de Mario Caiano : aveugle de Viterbe[10]
- 1973 : Shanghaï Joe (Il mio nome è Shangai Joe), de Mario Caiano :  Smitty (non crédité au générique)
- 1973 : On nous appelle les enfants de Trinita (Oremus, Alleluia e Così Sia), d'Alfio Caltabiano[11]
- 1975 : Le Cogneur (Piedone a Hong Kong), de Steno : copain de Jho
- 1975 : Ursula l'anti-gang (Colpo in canna), de Fernando Di Leo : Zanzara
- 1975 : Che botte ragazzi!, de Bitto Albertini : un cow-boy
- 1976 : La Grande Bagarre (Il soldato di ventura), de Pasquale Festa Campanile : un soldat français[12]
- 1976 : Keoma, d'Enzo G. Castellari : membre du gang de Caldwell[13]
- 1976 : Big Racket (Il grande racket, d'Enzo G. Castellari : Luigino
- 1976 : Opération Casseurs (Napoli violenta), d'Umberto Lenzi : policier infiltré[14]
- 1977 : Action immédiate (La via della droga), d'Enzo G. Castellari : assassin[15]
- 1977 : Deux Super-flics (I due superpiedi quasi piatti), d'Enzo Barboni[16]
- 1978 : Mon nom est Bulldozer (Lo chiamavano Bulldozer), de Michele Lupo : vieux joueur[17]
- 1979 : L'Enfer des zombies (Zombi 2), de Lucio Fulci : un zombie
- 1979 : Sette uomini d'oro nello spazio, d'Al Bradley : Norman
- 1979 : Le Shérif et les Extra-terrestres (Uno sceriffo extraterrestre... poco extra e molto terrestre), de Michele Lupo : pomper[18]
- 1980 : L'Avion de l'apocalypse (Incubo sulla città contaminata), d'Umberto Lenzi : un zombie[19]
- 1981 : On m'appelle Malabar (Occhio alla penna), de Michele Lupo : serveur[20]
- 1981 : L'Au-delà (...e tu vivrai nel terrore! - L'aldilà), de Lucio Fulci : un zombie
- 1985 : Killer contro killers, de Fernando Di Leo : le tueur du zoo
- 1989 : Alien, la créature des abysses (Alien degli abissi), d'Antonio Margheriti
- 2000 : Alex l'ariete, de Damiano Damiani[21]

### Comme cascadeur
Sauf indication contraire, les informations mentionnées dans cette section peuvent être confirmées par la base de données cinématographiques IMDb,  présente dans la section « Liens externes ».
- 1964 : Maciste contre les hommes de pierre de Giacomo Gentilomo(non crédité)
- 1997 : La vie est belle de Roberto Benigni : doublure de Roberto Benigni
- 2018 : My name Is Thomas de Terence Hill